# Herkules (1937)
Herkules holownik ratowniczy zbudowany w 1937 w The International Shipbuilding and Engineering Co Ltd w Gdańsku. Przedwojenna jednostka Wolnego Miasta Gdańska pod nazwą „Albert Forster”, eksploatowany przez firmę "Weichsel" Danziger Dampfschiffahrt und Seebad A.G.
W maju 1945 roku został przejęty przez Brytyjczyków w Kilonii i przejściowo wcielony przez nich do służby pod nazwą „Hercules”. Jako mienie dawnego Wolnego Miasta Gdańska, został następnie zwrócony Polsce i 7 czerwca 1945 roku został przekazany i podniósł polską banderę w Grangemouth, wchodząc do służby pod spolszczoną nazwą „Herkules”.
Początkowo pływał w Wydziale Holowniczo-Ratowniczym Żeglugi Polskiej, od 1951 w Polskim Ratownictwie Okrętowym. Portem macierzystym było Świnoujście.
W maju 1958 roku wycofany z eksploatacji w związku z potrzebą kapitalnego remontu, został mimo to w 1960 roku wycofany ze służby i w 1962 roku złomowany.